# Michail Sinaevič Bogin
Michail Sinaevič Bogin (Charkiv, 4 aprile 1936) è un regista sovietico.

## Filmografia parziale

### Regista
- Zosja (1967)
- O ljubvi (1970)
- Išču čeloveka (1973)